# Horst Jonas
Horst Jonas (* 24. Juni 1914 in Bremerhaven; † 22. Juni 1967 in Berlin-Buch) war ein deutscher Politiker (KPD/SED) und Widerstandskämpfer gegen den Nationalsozialismus. Er war Bürgermeister von Neubrandenburg.

## Leben
Jonas war Sohn des jüdischen Handelskaufmannes Salomon Jonas (1880 geboren in Osnabrück) und von dessen Frau Helene (1887 geboren in Borna). Horst Jonas verbrachte Kindheit und Jugend in Leipzig. Er besuchte die Volksschule und das Realgymnasium. Jonas erlernte den Beruf des Maschinenstrickers. 1929 trat er der SAJ und der SPD bei. 1932 trat er zum KJVD und der KPD über.
Nach der „Machtergreifung“ der Nationalsozialisten nahm Jonas am antifaschistischen Widerstandskampf teil. Er war Orgleiter des illegalen KJVD in Leipzig. Im Mai 1935 wurde er verhaftet und 1936 vom Oberlandesgericht Dresden wegen „Vorbereitung zum Hochverrat“ zu vier Jahren und drei Monaten Zuchthaus verurteilt. Er war von 1935 bis 1945 im Zuchthaus Zwickau und im Elbregulierungslager Dessau/Rosslau sowie in den Konzentrationslagern Sachsenhausen, Auschwitz und ab November 1944 Buchenwald inhaftiert. Im KZ Buchenwald gehörte er der illegalen Parteiorganisation der KPD an und war an der Befreiung des KZ Buchenwald beteiligt.
1945 trat er wieder der KPD bei und wurde Organisationssekretär der KPD-Kreisleitung Erfurt. 1946 wurde er Mitglied der SED. 1946 trat er in den Dienst der Deutschen Volkspolizei und war zunächst VP-Inspekteur in Ost-Thüringen. Von 1946 bis Oktober 1947 war er stellvertretender Leiter der Polizei in Thüringen. Von 1947 bis 1949 war er als Nachfolger von Hans Kahle Landespolizeichef von Mecklenburg. 1949 zogen seine Eltern nach Schwerin, die im südafrikanischen Exil überlebt hatten. 1947/48 war Jonas zudem Mitglied der Landesleitung Thüringen der SED. 1949 wurde er zum Leiter der Hauptabteilung Schulung der Deutschen Wirtschaftskommission berufen. Von 1950 bis 1953 wirkte er als Kulturdirektor an der Martin-Luther-Universität Halle-Wittenberg bzw. im VEB Leuna-Werke in Bitterfeld. 1952/53 war Jonas Mitglied der SED-Kreisleitung Leuna.

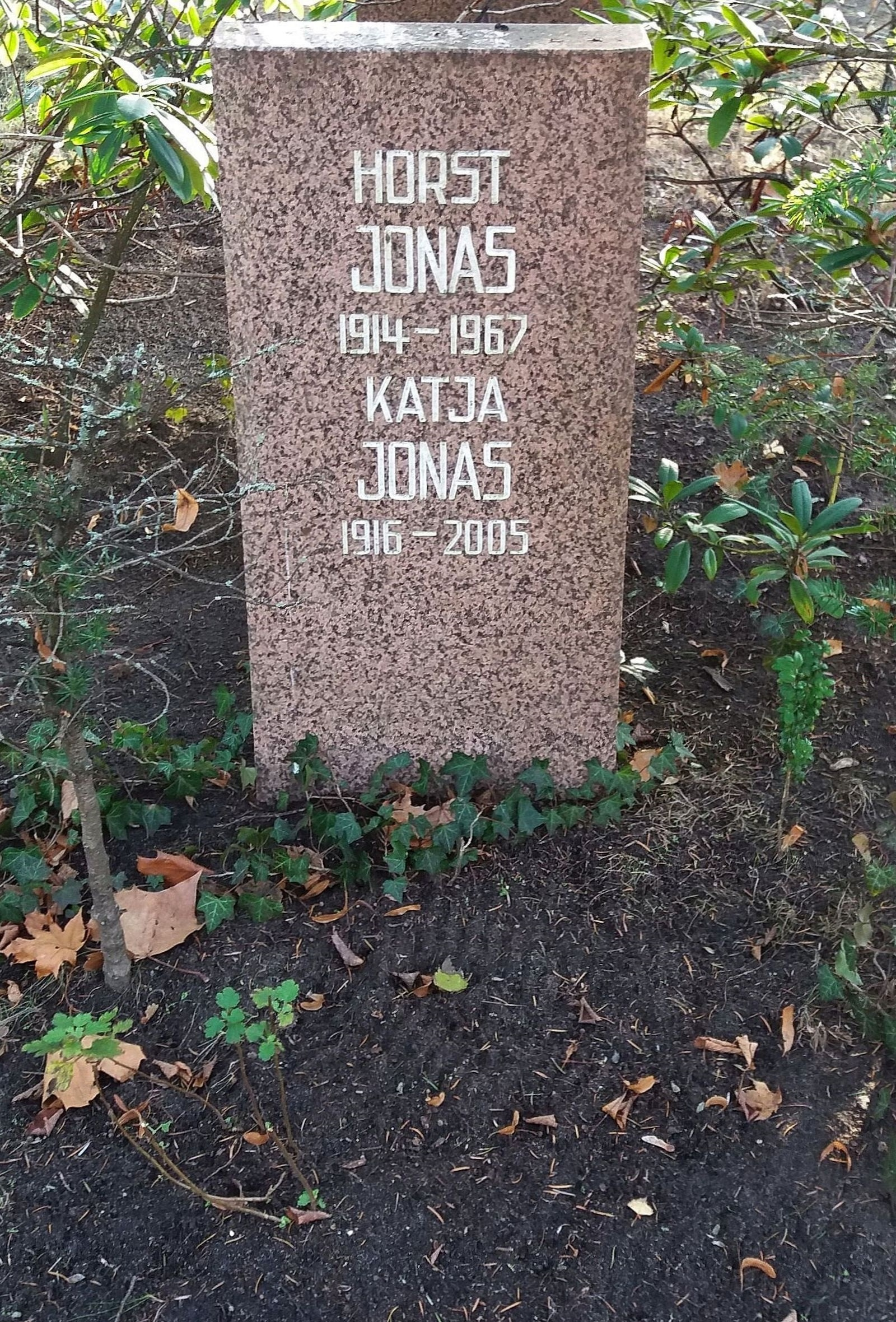
Grabstätte

1953 erhielt er im Zusammenhang mit den Ereignissen des 17. Juni 1953 eine Parteistrafe (Rüge) wegen „Kapitulantentums“. Jonas wurde zur „Bewährung“ in die Produktion geschickt bzw. als Redakteur in der Lokalredaktion Quedlinburg der SED-Zeitung Freiheit eingesetzt. Hier begann er ein Fernstudium des Journalismus. Von 1956 bis 1961 war Jonas Chefredakteur der Freien Erde, des Organs der Bezirksleitung der SED in Neubrandenburg. Von 1961 bis 1963 wirkte er als Arbeitsdirektor bei der Bau-Union Neubrandenburg. Ab 1963 wirkte er als Bürgermeister von Neubrandenburg. Jonas war zudem seit 1956 Mitglied der Bezirksleitung Neubrandenburg der SED. Am 26. Februar 1967 trat Ilse Hoewe (zunächst amtierend) seine Nachfolge im Bürgermeisteramt an.
Jonas starb nach langer schwerer Krankheit kurz vor Vollendung seines 53. Lebensjahres im Klinikum Berlin-Buch an Krebs. Seine Urne wurde in der Grabanlage Pergolenweg des Berliner Zentralfriedhofs Friedrichsfelde beigesetzt, wo auch seine Frau Katja, geb. Rosenfeld, bestattet ist.

## Auszeichnungen und Ehrungen
- Vaterländischer Verdienstorden in Bronze
- 1969 wurde die Horst-Jonas-Kaserne im Neubrandenburger Ortsteil Fünfeichen nach ihm benannt, am 6. Oktober 1972 wurde dem dort ansässigen Nachrichtenregiment-5 der NVA der Ehrenname „Horst Jonas“ verliehen
- Gedenktafel auf dem Neubrandenburger Ehrenmal für die Unbeugsamen und Standhaften.
- im Neubrandenburger Stadtgebietsteil Südstadt ist die „Horst-Jonas-Straße“ nach ihm benannt